# Тиртишник В'ячеслав Григорович
В'ячеслав Григорович Тиртишник (нар. 16 січня 1971) — український спортсмен-легкоатлет, який спеціалізувався у стрибках у висоту. Після закінчення активних виступів — тренер, нині — головний тренер збірної України з легкої атлетики.

## Життєпис
Народився 16 січня 1971 року.
Спочатку мама записала сина на бальні танці, хоча, коли настав час йти на перше заняття, хлопець сказав: «Мамо, я не хочу танцювати. Не хочу, щоб мене дражнили „балериною“». Потім почав займатися легкою атлетикою в Лохвиці на Полтавщині. Тренування зі стрибків у висоту відбувалися в приміщенні Благовіщенської церкви, яку переобладнали під спортивний зал Лохвицької дитячо-юнацької спортивної школи. Навчаючись у Києві, також стрибав у довжину, бігав 200 метрів. Одним з тренерів В'ячеслава був Володимир Журавльов.
Був багаторазовим чемпіоном України зі стрибків у висоту, учасником Олімпійських ігор 1996 року в Атланті (США).
Дружина — Ольга, балерина. Кілька років разом із сім'єю жив у США.

### Досягнення
- Чемпіон СРСР серед юнаків (біг із бар'єрами).
- Рекордсмен Полтавщини зі стрибків у висоту — 232 см.

## Нагороди
- Орден «За заслуги» III ступеня[3]